# Stromboceros
Stromboceros är ett släkte av steklar som beskrevs av Friedrich Wilhelm Konow 1885. Stromboceros ingår i familjen bladsteklar.
Släktet innehåller bara arten Stromboceros delicatulus.